# Cenwalh av Wessex
Cenwalh av Wessex, död 672, var en engelsk monark. Han var kung av Wessex 642–645 och 648-672. 